# 大吉山镇
大吉山镇，是中华人民共和国江西省赣州市全南县下辖的一个乡镇级行政单位。
全球钨矿产量最大的矿山,现已半关闭状态

## 行政区划
大吉山镇下辖以下地区：
吉山区社区、乌桕坝村、坪头镇村、小溪村、马坑村、马安村、大岳村、田背村和斜溪村。